# Odontophrynus maisuma
Odontophrynus maisuma är en groddjursart som beskrevs av Rosset 2008. Odontophrynus maisuma ingår i släktet Odontophrynus och familjen Cycloramphidae. Inga underarter finns listade i Catalogue of Life.